# Joseph Aspdin
Joseph Aspdin, britanski zidar in izumitelj, * 1788, † 20. marec 1855
Aspdin je 21. oktobra 1824 patentiral postopek izdelave portlandskega cementa. Ta postopek je predstavljal prvi pravi napredek v izdelovanju cementa, odkar je leta 1756 John Smeaton naredil prvi moderni cement z mešanjem zdrobljenih opek in prodnikov.